# Felipe Van de Wyngard
Felipe Van de Wyngard (Santiago, 11 mei 1981) is een triatleet uit Chili. Hij nam namens zijn Zuid-Amerikaanse vaderland deel aan de Olympische Spelen (2012) in Londen, waar hij eindigde op de 50ste plaats in de eindrangschikking met een tijd van 1:53.02.

## Palmares

### triatlon
- 2003: 13e Pan-Amerikaanse Spelen - 1:57.11
- 2006: 68e WK olympische afstand - 2:07.24
- 2007: 20e Pan-Amerikaanse Spelen - 1:56.53,86
- 2011: 8e Pan-Amerikaanse Spelen - 1:50.14
- 2012: 50e OS - 1:53.02
- 2014: 132e WK olympische afstand - 149 p
- 2015: 166e WK olympische afstand - 37 p
- 2015: DNF Pan-Amerikaanse Spelen